# Roberto Disma
Roberto Disma (Catania, 30 gennaio 1993) è un attore, scrittore e drammaturgo italiano.

## Biografia
Cresciuto a Siracusa, frequenta diversi laboratori di formazione teatrale e inizia giovanissimo a lavorare come attore e autore di testi teatrali per diverse compagnie siciliane, alternando interventi teatrali e monologhi da lui stesso scritti, esibendosi in occasione di manifestazioni studentesche e culturali. Mentre frequenta l'istituto polivalente "M.F.Quintiliano", dove si diploma nel 2011 all'indirizzo di Scienze Sociali, tiene diversi incontri di analisi storica e attuale del fenomeno mafioso in Sicilia.
Nel 2013 pubblica il suo primo romanzo, il satirico Fabito di Sicilia, e ne consegna una copia al cantautore Francesco Guccini in occasione del Salone Internazionale del Libro di Torino 2014, anno in cui intraprende l’esperienza di paroliere per gruppi musicali siciliani.
Proseguendo e perfezionandosi nella satira, nello stesso anno scrive, dirige e interpreta la saga di cortometraggi El Commando Sarausa, mentre porta avanti l'attività di attore e autore in Sicilia e nel Lazio partecipando a diversi spettacoli, tra cui Il viaggio Dantesco, rappresentato nei principali siti archeologici d’Italia.
Nel 2015 pubblica il romanzo storico Il diario di Claudio e tre album musicali eseguiti dal vivo, in chitarra e voce: Lo Strimpellautore, Il brutto Anabroccolo e altre epicità e Qua lo scemo sono io, nel genere del cantautorato italiano e del folk siciliano, riprendendo brani talvolta utilizzati in occasione dei suoi interventi teatrali.
In collaborazione con l'Arci, cura e interpreta la parte artistica dell’evento Stile Libero, per il quarantennale della morte di Pier Paolo Pasolini, ed è l'unico attore e autore esterno all'Istituto di Stato Cine-Tv "Roberto Rossellini" di Roma, in occasione dell'allestimento dello spettacolo realizzato per il cinquantennale della scuola.
Nel 2016 è Finalista Nazionale italiano nella categoria Autori del Tour Music Fest, con il brano Il boia, e pubblica il romanzo storico Colosimo's Café, edito dalla MnM Edizioni e presentato durante il Salone Internazionale del Libro di Torino 2017.

### Catania eTeatro alla Lettera

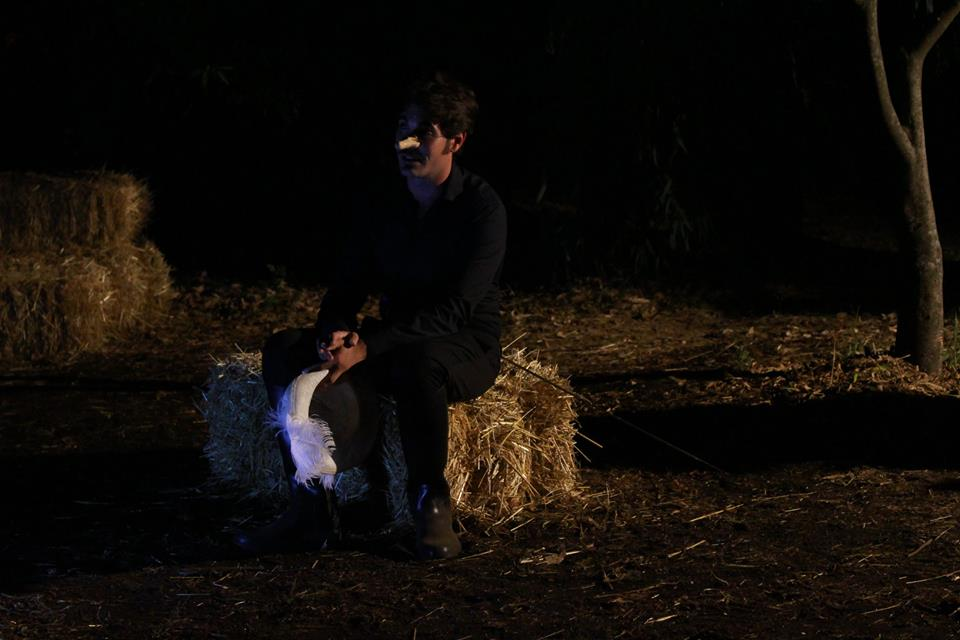
Roberto Disma in scena a Valverde con l'adattamento del Cyrano de Bergerac Cyrano e la Luna, per il ciclo Arene Granai dello spazio culturale Dendron. Foto di Martina Marotta

A Catania fonda "Teatro alla Lettera", prima Compagnia Teatrale Universitaria della Sicilia e del Mezzogiorno d'Italia con cui, sulla linea del Teatro di narrazione e ancora una volta della satira, debutta nell'aprile 2017 con Il Principe Galeotto presso il Teatro "Fellini" di Catania; lo spettacolo, scritto e diretto da lui stesso, è inserito nel Progetto Nazionale italiano 2017 "Sulla strada degli Etruschi" di Cerveteri.
“Teatro alla Lettera” nasce dalla volontà di offrire ai giovani un percorso reale e concreto per intraprendere la professione artistica. Sin dalla sua fondazione, la compagnia collabora attivamente con diversi enti sul territorio catanese: con lo spazio culturale “Dendron”, ideato e prodotto a Valverde dall’artista Valerio Valino, ha allestito il primo ciclo di rappresentazioni estive Arene Granai, denominato così per lo sperimentale anfiteatro di paglia in cui si svolge la rassegna, costituita prevalentemente da opere inedite e adattamenti originali.
Nominato Coordinatore Artistico di “Generazione Ypsilon”, associazione promotrice del Diritto di accesso a Internet, Disma scrive, dirige e interpreta con la sua compagnia Rete Ribelle, realizzato in occasione del venticinquesimo anniversario dell’organizzazione internazionale dell’ONU ISOC e, successivamente, rappresentato per l’IGF 2017 presso l’Università di Bologna; da questa esperienza, il lavoro di Disma è oggetto di studio universitario.
Nel 2018 è vincitore dell'undicesima edizione del Premio Angelo Musco e pubblica il romanzo La duchessa di Leyra, voluta prosecuzione del verghiano Ciclo dei Vinti.
La fondazione “Giuseppe Fava”, con cui intraprende una collaborazione per l'allestimento dello spettacolo Lezione sulla mafia, gli riconosce la Lettera d'Interesse per il suo spettacolo La ragazza di Mezra, primo allestimento teatrale che denuncia dettagliatamente la tratta degli esseri umani e la traversata desertica dei profughi in Africa.
Nel 2019 assume la direzione artistica di un progetto presso la casa circondariale "Piazza Lanza" di Catania.

### Roma e l'impegno civile
Trasferito a Roma, nel 2021 pubblica il romanzo biografico Il viaggio - Vita e avventure di Giovanni Verga, edito dalla Graphofeel Edizioni, e realizza il suo spettacolo di Teatro canzone Pro fondo Pro bono.
In prosecuzione della sua attività di teatro civile, nel 2022 porta nelle scuole il suo spettacolo per bambini Il villaggio della pulce in collaborazione con il Sindacato Autonomo di Polizia, per il trentennale della Strage di Capaci; il 19 luglio dello stesso anno, per il trentennale della Strage di via D'Amelio, organizza con l'ente della Regione Lazio "Hub GenerAzioni" l'incontro istituzionale La mafia uccide, il silenzio pure, a cui partecipano numerose realtà impegnate sul fronte della legalità come lo stesso SAP, Addiopizzo e giornalisti come Gaetano Pecoraro e Giorgio Mottola.

## Opere

### Teatro
- Il Principe Galeotto, tratto dal Decameron di Giovanni Boccaccio, 2017.
- PerlaLuna, per il ciclo Arene Granai, spazio culturale Dendron, Valverde, 2017.
- Cyrano e la Luna, adattamento del Cyrano de Bergerac di Edmond Rostand, per il ciclo “Arene Granai”, spazio culturale Dendron, Valverde 2017.
- Fiorperduto, per il ciclo “Arene Granai”, spazio culturale Dendron, Valverde, 2017.
- Il Teatro si racconta, per il ciclo “Arene Granai”, spazio culturale Dendron, Valverde, 2017.
- Rete Ribelle, per il venticinquennale dell’organizzazione internazionale ISOC, 2017.
- La ragazza di Mezra, per la Giornata Internazionale del Rifugiato, 2018.
- Cose di Casa Nostra, per il ciclo “Arene Granai”, spazio culturale Dendron, Valverde, 2018.
- Pro fondo pro bono, spettacolo di Teatro canzone, 2021.
- Il villaggio della pulce, spettacolo per bambini, 2022.

### Romanzi
- Fabito di Sicilia, Gruppo Editoriale L'Espresso, 2013.
- Il diario di Claudio, Gruppo Editoriale L'Espresso, 2015.
- Colosimo's Café, MnM Edizioni, 2016. ISBN 978-88-94033-08-3.
- La duchessa di Leyra, A&B Editrice - Gruppo Editoriale Bonanno, 2018. ISBN 978-88-7728-442-6.
- Il viaggio - Vita e avventure di Giovanni Verga, Graphofeel Edizioni, 2021. ISBN 9788832009620.
- Venus Malus - L'avvelenatrice di Trastevere, Graphofeel Edizioni, 2023. ISBN 9791280671370.